# Dương Hí
Dương Hí (giản thể: 杨戏; phồn thể: 楊戲; bính âm: Yang Xi; ? – 261), tự là Văn Nhiên (文然), là quan viên, văn học gia nhà Quý Hán thời Tam Quốc trong lịch sử Trung Quốc.

## Cuộc đời
Dương Hí quê ở huyện Vũ Dương, quận Kiền Vi, Ích Châu. Từ nhỏ cùng nổi danh với Trình Kỳ quận Ba Tây, Dương Thái quận Ba, Trương Biểu quận Thục. Dương Hí thường tôn Trình Kỳ làm người đứng đầu, được Thừa tướng Gia Cát Lượng tán thành cùng thưởng thức.
Năm 20 tuổi, Dương Hí từ chức Thư tá trong châu thăng chức Đốc quân Tùng sự, quản lý hình ngục ở địa phương. Dương Hí xử án công minh, tuân thủ phép tắc, giải quyết được mọi nghi nan, vì vậy được xưng tụng là "Bình đáng". Nhờ đó mà Dương Hí được Thừa tướng Gia Cát Lượng đề bạt giữ chức Chủ bộ trong mạc phủ.
Năm 234, Gia Cát Lượng qua đời. Dương Hí chuyển sang giữ chức Thượng thư Hữu tuyển bộ lang. Cùng năm, Tưởng Uyển kiêm Thứ sử Ích Châu, mời Dương Hí nhận chức Trị trung Tùng sự sử, quản lý văn thư, sổ sách cho Trị trung Tùng sự.
Năm 235, Tưởng Uyển được Hậu chủ phong làm Đại tướng quân, có quyền khai phủ, triệu Dương Hí giữ chức Đông tào duyện. Hí vốn tính tình lơ đãng, khi bàn luận với Tưởng Uyển thường không trả lời ngay. Có người muốn châm ngòi quan hệ giữa Uyển với Hí, nói gièm rằng:
Công nói chuyện với Hí mà ông ấy chẳng đáp lời, cái ngạo mạn bất kính của Hí, chẳng cũng quá sao?
Tưởng Uyển đáp trả:
Tâm tính người ta chẳng giống nhau, cũng như mặt mũi vậy; trước mặt thuận theo sau lưng lại phê phán, đấy là điều cổ nhân răn bảo vậy. Hí nếu muốn tán đồng ta, thì trái với bản ý của mình, muốn phản bác lời ta, thì phơi lộ cái lỗi của ta, vì thế lặng yên, đấy chính là chỗ hay của ông ấy vậy.
Năm 241, Dương Hí hoàn thành tác phẩm Quý Hán phụ thần tán. Trong những năm Diên Hi (238–257), giữ chức Nam Trung lang Tham quân.
Năm 249, Lai Hàng đô đốc Mã Trung qua đời tại nhiệm sở, triều đình lấy Trương Biểu kế nhiệm Trung chức Lai Hàng đô đốc. Biểu đề bạt bạn cũ Dương Hí làm cấp phó, giữ chức Thái thú Kiến Ninh.
Một thời gian, Dương Hí mắc bệnh phải về Thành Đô, được phong làm Hộ quân Giám quân, rồi làm Thái thú Tử Đồng, sau lại về triều giữ chức Xạ thanh Hiệu úy. Dương Hí dù làm quan ở nơi nào cũng đều giữ mình trong sạch, sống giản dị, không gây phiền nhiễu cho dân chúng.
Năm 257, Dương Hí theo Hậu tướng quân Khương Duy bắc phạt, dừng quân đóng ở sông Mang. Dương Hí trong lòng không phục Duy, chuyện trò trong lúc say rượu thường có lời lẽ ngạo mạn, trào phúng. Khương Duy mặt ngoài không để bụng, nhưng trong lòng bất bình, không chấp nhận được việc làm của Hí. Năm 258, đại quân trở về, Hữu ti thừa tấu tội của Hí, bãi bỏ hết các chức vụ, phế làm thường dân.
Năm 261, Dương Hí mất ở đất Thục.

## Tính cách
Dương Hí tính tình chất phác, không chú trọng kiểu cách, ít khi nói ngon ngọt, viết công văn chỉ đạo có phần thiếu sót cẩu thả. Ông chủ yếu lấy chân tình đối đãi người khác, đặc biệt rất tận tâm với bạn bè cũ. Thời niên thiếu, Dương Hí kết bạn với người cùng quận là Hàn Nghiễm, Lê Thao, tình cảm thâm hậu. Sau này, Hàn Nghiễm bị bệnh không dậy nổi, Lê Thao do phẩm hạnh không tốt bị miễn quan, Dương Hí vẫn thường xuyên chu cấp tử tế, động viên an ủi. Tiều Chu ban đầu không được dư luận coi trọng, chỉ có Dương Hí đánh giá cao, cho rằng con cháu mình không bằng được Chu. Vì vậy sĩ nhân đều quý trọng Dương Hí. Danh sĩ Lý Mật được Dương Hí tiến cử, sau này dưới triều Quý Hán và Tây Tấn đều có công trạng.
Trần Thọ trong Tam quốc chí luận rằng: Dương Hí bàn bạc sách lược, kiến giải khác người nhưng tài ba khí độ có chỗ khiếm khuyết, e là không hợp với thời loạn thế.

## Tác phẩm
Năm 241, Dương Hí soạn một bài từ tên là Quý Hán phụ thần tán (季漢輔臣贊) thuộc thể luận tán, dùng cái nhìn chủ quan để đánh giá công trạng của các triều thần nhà Quý Hán. Trần Thọ khi biên soạn Tam quốc chí lấy bài từ này của Hí để tham khảo.

## Trong văn hóa
Dương Hí không xuất hiện trong tiểu thuyết Tam quốc diễn nghĩa của La Quán Trung.